# آبیکو، چیبا
آبیکو، چیبا از شهرهای استان چیبا ژاپن است که جمعیت آن در ۱ ژانویه ۲۰۰۸۱۳۳٬۵۳۳نفر بوده‌است.